# Demokratische Partei Japans (1954–1955)
Die Demokratische Partei Japans (jap. 日本民主党, Nihon Minshutō; engl. Japan Democratic Party, JDP) war eine konservative politische Partei in Japan und ein Vorläufer der Liberaldemokratischen Partei (LDP).
Die Demokratische Partei Japans wurde 1954 von Hatoyama Ichirō und seinen Anhängern gegründet, die die Liberale Partei von Premierminister Yoshida Shigeru 1953 verlassen und sich zunächst als Hatoyama-Faktion, dann als Liberale Partei Japans organisiert hatten. Hatoyama, der die Liberale Partei 1945 gegründet hatte, aber wegen des Ämterverbots der Besatzungsbehörden nicht Premierminister werden konnte, war nach seiner Rückkehr in die Politik zunehmend mit Yoshidas Führung unzufrieden. An der Gründung der Demokratischen Partei Japans beteiligten sich auch die Mitglieder der Kaishintō (改進党, „Fortschrittspartei“) von Shigemitsu Mamoru und Miki Takeo, die sich ebenso wie Hatoyama (zu diesem Zeitpunkt) gegen die Yoshida-Doktrin stellte und eine stärkere Emanzipation von den Vereinigten Staaten forderte.
Im Dezember 1954 gelang es Hatoyama in Kooperation mit den Sozialisten im Parlament, Yoshida zu stürzen und die Regierung zu übernehmen. Er löste das Shūgiin, das Unterhaus, auf und seine Partei wurde bei der folgenden Shūgiin-Wahl 1955 stärkste Kraft, verfügte aber nicht über eine absolute Mehrheit. Nach mehrmonatigen Verhandlungen einigten sich Liberale und Demokratische Partei auf den Zusammenschluss zur Liberaldemokratischen Partei.

## Führungspolitiker der Demokratischen Partei Japans
- Hatoyama Ichirō, Parteivorsitzender (sōsai)
- Shigemitsu Mamoru, Stellvertretender Parteivorsitzender (fuku-sōsai)
- Kishi Nobusuke, Generalsekretär
- Miki Bukichi, Vorsitzender des Exekutivrats (sōmukai)